# Мамураси
Мамураси (алб. Mamurrasi) — город на севере Албании в области Лежа округа Курбин. Население 7 600 (2004).